# Fort George (Tortola)
Pour les articles homonymes, voir Fort George.
Le fort George est un fort situé au nord-est de Road Town, dans les Îles Vierges britanniques.

## Toponymie
Le fort George a été nommé, ou renommé, en l'honneur du roi George III.

## Historique
Il est possible que la structure originale du fort George ait été construite à une date inconnue par les premiers colons néerlandais des îles afin de protéger les cases à esclaves construites à Port Purcell, en contrebas. Il est probable qu'elle ait été érigée en réponse au massacre des habitants de la première colonie de Baugher's Bay en 1625. Cependant, la fortification principale a été construite (ou reconstruite) par les Britanniques à la fin du XVIIIe siècle aux alentours du déclenchement de la guerre d'indépendance américaine dans le cadre de la modernisation générale des fortifications de Road Town.
Le fort George faisait partie d'un formidable réseau défensif autour de Road Town, avec le fort Road Town, Fort Burt au-dessus de Road Reef, du côté sud-ouest du port et le fort Charlotte, situé au-dessus de Harrigan's Hill.
Le fort George n’a jamais été réellement engagé dans un combat après sa restauration par les Britanniques. La combinaison des défenses redoutables de Road Town et la valeur économique relativement faible du territoire de Tortola ont permis de n'avoir jamais été une cible attrayante d'une part, pour les puissances coloniales concurrentes et, d'autre part, pour les corsaires et les pirates.

## Époque contemporaine
Les ruines de fort George se trouvent sur des terres privées. La propriété comporte une maison louée et l'accès au site dépend de la volonté des propriétaires.